# Forte de São Diego de Acapulco

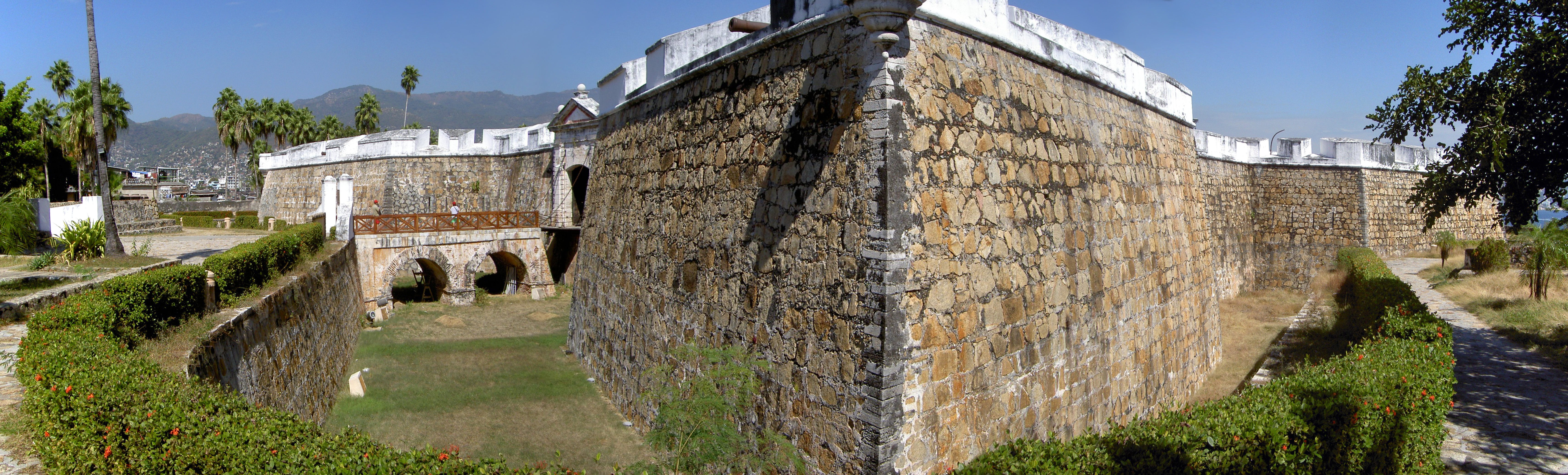
Forte de São Diego de Acapulco, México.

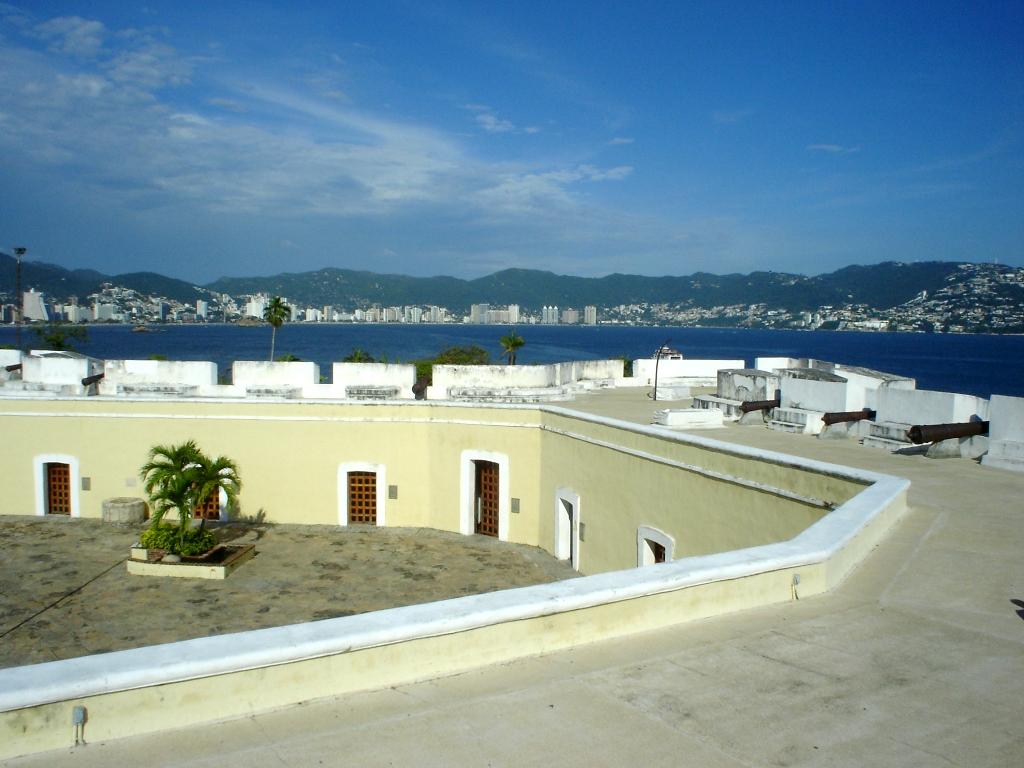
Forte de São Diego de Acapulco: interior.

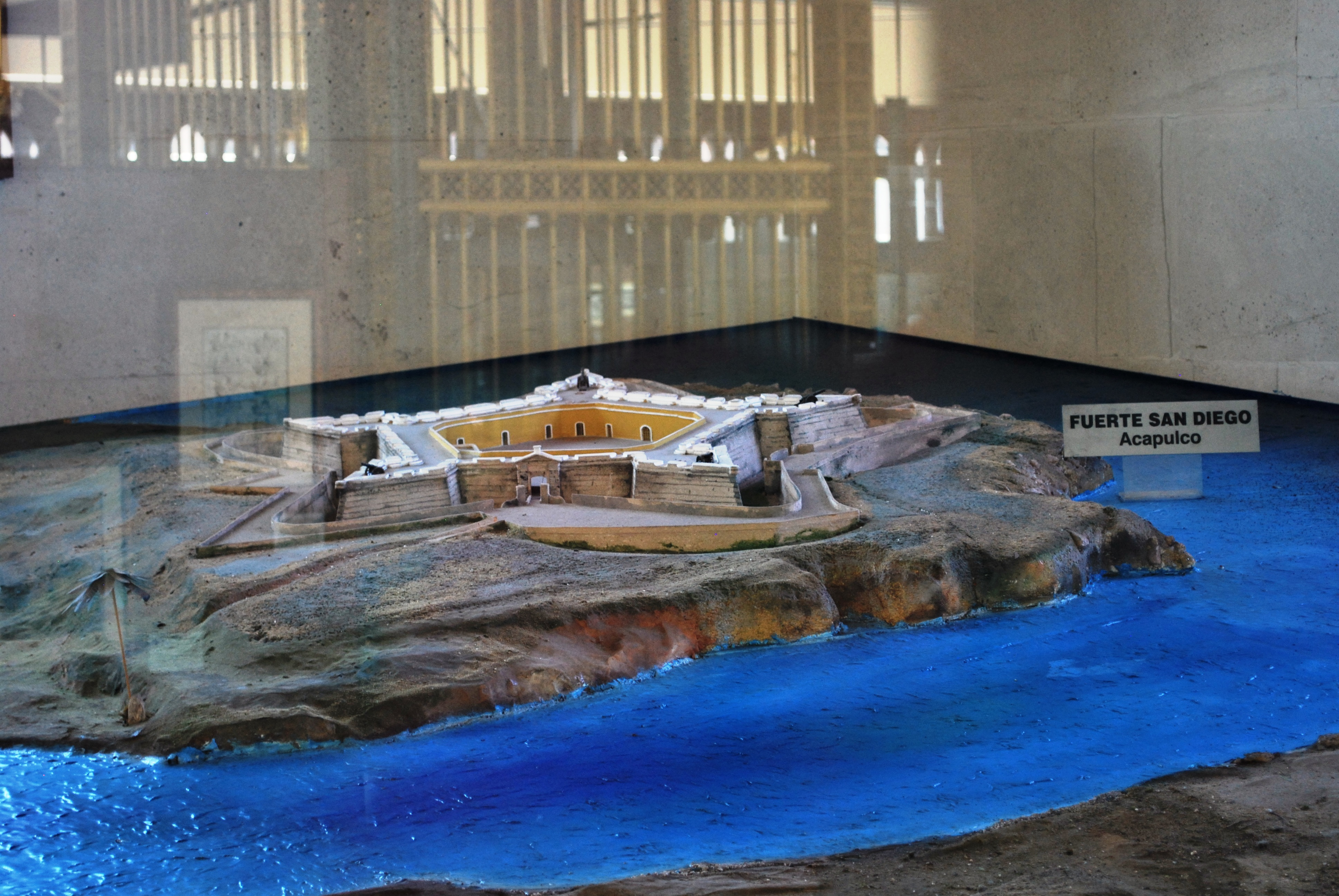
Forte de São Diego de Acapulco: maquete.

O Forte de São Diego de Acapulco localiza-se em posição dominante sobre uma colina, a leste da praça principal, no centro histórico da cidade de Acapulco, no México.

## História
Trata-se de uma das principais fortificações espanholas na costa americana do Oceano Pacífico, onde aportava o Galeão de Manila.
A povoação foi estabelecida pelos espanhóis em 1550 e a sua primeira defesa - uma série de muros e parapeitos de madeira e terra - foi erguida a partir de 1565, como defesa contra os ataques de piratas ingleses e neerlandeses, com o estabelecimento das viagens anuais da frota de Manila. A cidade foi incendiada pelos neerlandeses em 1615.
Por essa razão uma fortificação foi erguida entre 1616 e 1617. De pequenas dimensões, apresentava planta no formato de um pentágono com baluartes nos vértices.
Arrasada por um terremoto em 1776, foi reconstruída com maiores dimensões em 1778, mantendo o formato pentagonal com baluartes nos vértices. As suas obras estavam concluídas em 1784.
Durante a Guerra da Independência do México, as forças do patriota José María Morelos atacaram a fortaleza em 1813, impondo-lhe cerco. A guarnição espanhola capitulou após uma resistência de quatro meses.
Posteriormente, em 1863, foi bombardeada por forças navais francesas.
Em 1910 tropas federais mexicanas defenderam a fortaleza contra os revolucionários que tentavam tomar a cidade.
Todas as guaritas que existiam nos vértices dos baluartes foram demolidas durante as obras de restauração na década de 1970.
O monumento abriga hoje o Museu Histórico de Acapulco.